# Rust In Peace Live
Rust in Peace Live es un álbum en vivo de la banda norteamericana de Thrash metal Megadeth, por el 20º aniversario de su cuarto álbum de estudio Rust in Peace. Fue el primer lanzamiento, desde Rude Awakening en 2002, en presentar al bajista David Ellefson. El álbum fue lanzado a través de Shout! Factory, el 7 de septiembre de 2010 en los formatos; Blu-ray, DVD, y CD.

## Lista de canciones

### CD
Todas las canciones escritas y compuestas por Dave Mustaine, excepto donde se indique. 
| N.º | Título                                                          | Duración |  |
| 1.  | «Holy Wars...The Punishment Due»                                | 6:32     |  |
| 2.  | «Hangar 18»                                                     | 5:14     |  |
| 3.  | «Take No Prisoners»                                             | 3:26     |  |
| 4.  | «Five Magics»                                                   | 5:40     |  |
| 5.  | «Poison Was the Cure»                                           | 2:56     |  |
| 6.  | «Lucretia» (Música: Mustaine, David Ellefson)                   | 3:56     |  |
| 7.  | «Tornado of Souls» (Letra: Mustaine, Ellefson Música: Mustaine) | 5:19     |  |
| 8.  | «Dawn Patrol» (Letra: Mustaine, Música: Ellefson)               | 1:51     |  |
| 9.  | «Rust in Peace... Polaris»                                      | 5:44     |  |
| 10. | «Holy Wars... Reprise»                                          | 4:15     |  |

### Pistas Bonus
| N.º | Título                    | Duración |  |
| 1.  | «Skin O' My Teeth»        | 3:14     |  |
| 2.  | «In My Darkest Hour»      | 6:26     |  |
| 3.  | «She-Wolf»                | 3:38     |  |
| 4.  | «Trust»                   | 5:12     |  |
| 5.  | «Symphony of Destruction» | 4:07     |  |
| 6.  | «Peace Sells»             | 4:02     |  |

### DVD
1. "Holy Wars...The Punishment Due"
2. "Hangar 18"
3. "Take No Prisoners"
4. "Five Magics"
5. "Poison Was the Cure"
6. "Lucretia"
7. "Tornado of Souls"
8. "Dawn Patrol
9. "Rust in Peace... Polaris
10. "Holy Wars... Reprise"
11. "Skin O' My Teeth"
12. "In My Darkest Hour"
13. "She-Wolf"
14. "Trust
15. "Symphony of Destruction
16. "Peace Sells"

## Miembros
- Dave Mustaine - Guitarra, voz
- David Ellefson - Bajo, coros
- Chris Broderick - Guitarra, coros
- Shawn Drover - Batería, Percusión